# Okrug Marijampolė
Okrug Marijampolė (litavski: Marijampolės apskritis) je jedan od deset okruga u Litvi. Središte okruga je grad Marijampolė. Dana 1. srpnja 2010. okružna uprava je ukinuta, a od tog datuma, Okrug Marijampolė ostaje teritorijalna i statistička jedinica.

## Zemljopis
Okrug Marijampolė nalazi se na jugozapadu zemlje, na zapadu graniči s ruskom eksklavom Kalinjingradom, a na jugu s Poljskom. Susjedni okruzi su Tauragė na sjeveru, Kaunas na istoku i Alitus na jugu.

## Općine
Okrug Marijampolė je podjeljen na pet općine.
- Općina Kalvarija
- Općina Kazlu Ruda
- Općina Marijampolė
- Općina Šakiaj
- Općina Vilkaviškis

## Vanjske poveznice
- Službene stranice okruga